# Juillet 1973
Cette page présente les faits marquants du mois de juillet 1973.

## Évènements
- Reconduction pour cinq ans des accords de coopération franco-maliens[1].
- La Libye nationalise à 51 % la production de pétrole (été).

- 1er juillet : 
  - création de la Commission Trilatérale (États-Unis, Europe occidentale, Japon) par David Rockefeller et Zbigniew Brzezinski face à la « situation internationale très inquiétante ».
  - 1er juillet (Formule 1) : Grand Prix automobile de France.

- 3 juillet : début de la Conférence sur la sécurité et la coopération en Europe (CSCE) à Helsinki.

- 10 juillet : indépendance des Bahamas.

- 11 juillet : un Boeing 707 de la compagnie Varig s'écrase dans la plaine de Saulx-les-Chartreux. 124 morts, 11 survivants.

- 13 juillet (Argentine) : dans un climat de violence, Cámpora démissionne.

- 14 juillet (Formule 1) : Grand Prix de Grande-Bretagne.

- 15 juillet : Rallye automobile : arrivée du Rallye de Pologne.

- 17 juillet (Afghanistan) : dans une situation diplomatique et économique aggravée, Mohammed Daoud Khan s’empare du pouvoir, destitue le roi, et proclame une République afghane. Il institue un gouvernement neutraliste.

- 28 juillet - 4 aout : le 58e congrès mondial d’espéranto a lieu à Belgrade. Il a pour thème « Les droits à l’égalité linguistique en théorie et dans la pratique ».

- 29 juillet (Formule 1) : le pilote britannique Roger Williamson meurt asphyxié, prisonnier des décombres de sa March-Ford en flammes, à la suite d'une sortie de piste au 8e tour. Les efforts déployés par David Purley pour le sauver sont restés vains.

- 31 juillet : naissance de l’Agence spatiale européenne.

## Naissances
- 1er juillet : Suhail Mohammed Faraj Al Mazrouei, homme d'affaires et homme politique émirati.
- 2 juillet : Thomas Sotto, journaliste, animateur de télévision et radio français.
- 3 juillet : Adrian Aucoin, joueur de hockey.
- 4 juillet : 
  - Gackt Camui, chanteur et acteur japonais.
  - Sheng Keyi, romancière chinoise.
- 7 juillet : Guillaume Aldebert, simplement dit Aldebert, auteur-compositeur-interprète français.
- 8 juillet : 
  - Medi Sadoun, acteur français.
  - Valeri Zaloujny, militaire ukrainien.
- 9 juillet : Enrique Murciano, acteur américain.
- 10 juillet : Esther Bilounga, écrivaine camerounaise.
- 15 juillet : John Dolmayan, batteur dans le groupe de musique System of a down.
- 18 juillet : Frédéric Joël Aïvo, constitutionnaliste, professeur des universités et homme politique béninois.
- 19 juillet : 
  - Saïd Taghmaoui, acteur franco-marocain et récemment naturalisé américain.
  - Scott Walker, joueur de hockey.
- 22 juillet : Christophe Michalak, pâtissier français.
- 23 juillet : 
  - Monica Lewinsky, stagiaire à la Maison-Blanche durant le mandat de Bill Clinton.
  - Kathryn Hahn, actrice américaine.
  - Juan Dalmau, avocat et homme politique portoricain.
- 24 juillet : Johan Micoud, footballeur.
- 25 juillet : Roberto Orci, producteur et scénariste américain d'origine mexicaine († 25 février 2025).
- 26 juillet : Kate Beckinsale, actrice anglaise.
- 29 juillet : Stephen Dorff acteur américain.

## Décès
- 1er juillet : Isabel Clifton Cookson, botaniste australienne spécialisée en paléobotanique et palynologie (° 25 décembre 1893).
- 4 juillet : Jaime Noaín, matador espagnol (° 20 mai 1901).
- 6 juillet : Wickey McAvoy, joueur de baseball américain (° 20 octobre 1894).
- 20 juillet : Bruce Lee, américano-chinois, acteur, maître en arts martiaux.
- 25 juillet : Louis St-Laurent, ancien Premier ministre du Canada.